# Physacanthus talbotii
Espèce
Statut de conservation UICN

 EN B1ab(iii)+2ab(iii) : En danger
Physacanthus talbotii S.Moore est une espèce de plantes à fleurs de la famille des Acanthaceae et du genre Physacanthus, présente en Afrique tropicale.

## Étymologie
Son épithète spécifique talbotii rend hommage à l'explorateur et botaniste britannique Percy Amaury Talbot qui découvrit les premiers spécimens au Nigeria.

## Description
C'est une herbe lianescente rampante.

## Distribution
Relativement rare, elle a été récoltée au sud-est du Nigeria et au sud-ouest du Cameroun dans le parc national de Korup.